# Трубецкой, Юрий Никитич (1736)
Князь Ю́рий Ники́тич Трубецко́й (1736—1811) — действительный тайный советник, член-основатель «Дружеского ученого общества», розенкрейцер.

## Биография
Родился 21 ноября 1736 года в семье Никиты Юрьевича Трубецкого и его второй жены Анны Даниловны Друцкой-Соколинской. По матери — единоутробный брат поэта М. М. Хераскова.
С младенчества записан на военную службу. Участвовал в русско-турецкой войне под началом графа П. А. Румянцева-Задунайского. В чине генерал-майора 27 июля 1770 года награждён орденом Св. Георгия 3-й степени

«за оказанную 7-го июля 1770 года, во время сражения с неприятелем при реке Ларге, неустрашимую храбрость, при овладении батареями и неприятельским лагерем».
 В 1775 году в чине генерал-лейтенанта вышел в отставку. Вместе с братьями Александром и Николаем Трубецкими и Михаилом Херасковым проживал в особняке на Тверской улице, где, по словам И. Долгорукова, «они любили жить роскошно и весело». Своим человеком в их доме был Н. М. Карамзин.
Будучи близким другом Н. И. Новикова и Шварца, состоял членом тайной сиентифической ложи «Гармония» (1780) и общества «Русское Розенкрейцерство» (1782). Был членом-основателем филантропического просветительского «Дружеского ученого общества» (1781). Вместе с братом в 1784 году учредил «Типографическую компанию» Новикова, прекратившую своё существование в 1791 году. Деятельное участие Трубецкого во всех этих предприятиях весьма расстроило его состояние.
При коронации Павла I был назначен сенатором. В 1796 году стал тайным советником, в 1797 году произведён в действительные тайные советники. По отзыву современников, Трубецкой был «ума весьма слабого» и «известен был в обществе и по полицейским спискам под именем князь-тарара, потому что это была любимая и обыкновенная прибаутка его». Умер 12 августа 1811 года в Москве. Похоронен на 5-м участке кладбища Донского монастыря (надгробие долгое время было в руинированном состоянии и надписи почти нечитаемы; но к 2023 году надгробие спасено качественно выполненной реставрацией).

## Семья
Первая жена (с 26.01.1757) — Анна Петровна Салтыкова (1736—1758), дочь Петра Ивановича Салтыкова. Свадьба была в Москве. Умерла там же через год в феврале 1758 года.
Вторая жена (с 21.05.1760) — Дарья Александровна Румянцева (1723—1817), по первому мужу Вальдштейн; родная сестра фельдмаршала графа П. А. Румянцева-Задунайского. После рождения детей — дочери Прасковьи (1762—1848; в замужестве Гагарина, Кологривова) и сына Александра (1765—1805; статский советник) — супруги жили отдельно. Дарья Александровна предпочитала жить в Петербурге, а муж её в Москве.
В доме Ю. Н. Трубецкого воспитывался генерал И. Н. Инзов.